# 기와

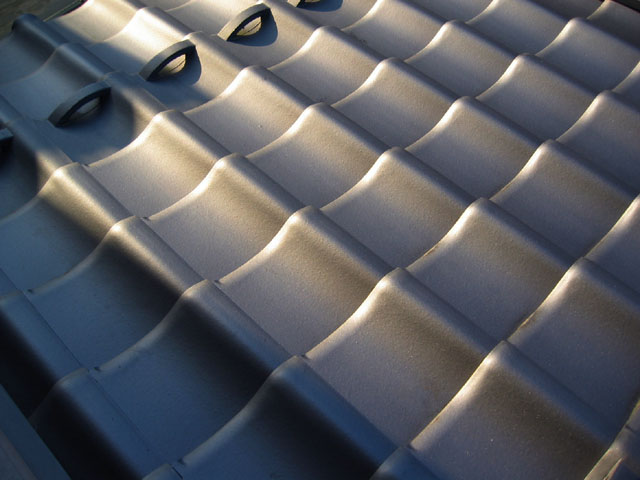

기와는 흙이나 시멘트 등으로 구운 지붕을 이루는 물건이다. 오늘날의 기와는 금속, 유리, 플라스틱, 아스팔트와 석면에 시멘트를 섞어 만든 슬레이트와 같은 재료로 만든다. 크게 한식기와와 양식기와로 나뉘며 한식 기와는 암키와와 수키와로 구성되어 있다. 양식 기와는 중국·이탈리아·에스파냐·프랑스·그리스·영국 등의 기와가 있는데, 이 중 프랑스와 에스파냐 기와가 널리 쓰인다.

## 나라별 기와

### 대한민국

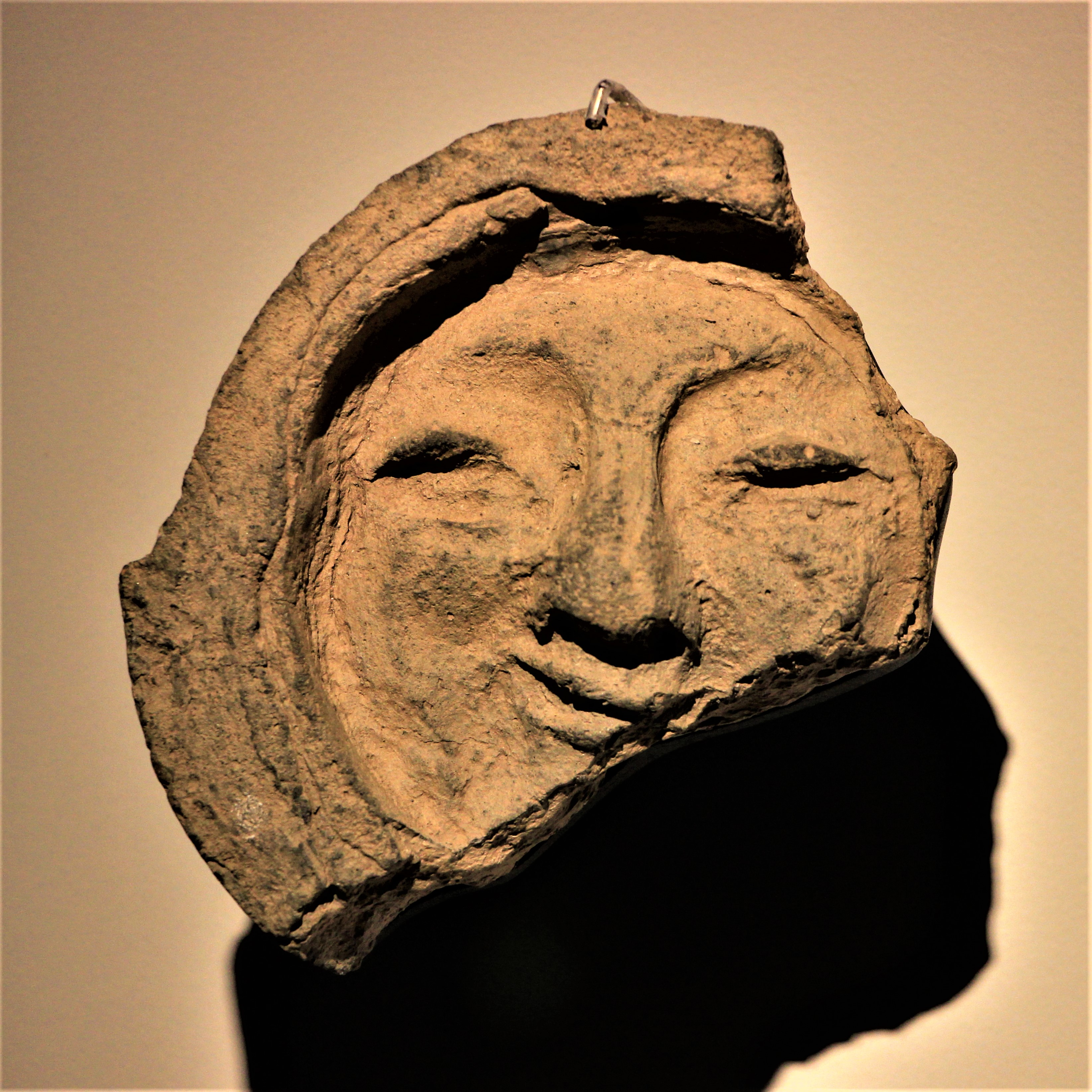
신라의 미소라 불리는 얼굴무늬 수막새 기와

한국의 기와는 삼국시대부터 사용됐으나, 기와가 널리 사용된 것은 통일신라 시대부터였다. 기와는 처음에는 절과 왕궁 등에서 주로 사용됐다.
기와에는 영성, 장수, 행복 등을 상징하는 문양을 조각하기도 했다.

## 사진 모음

사진
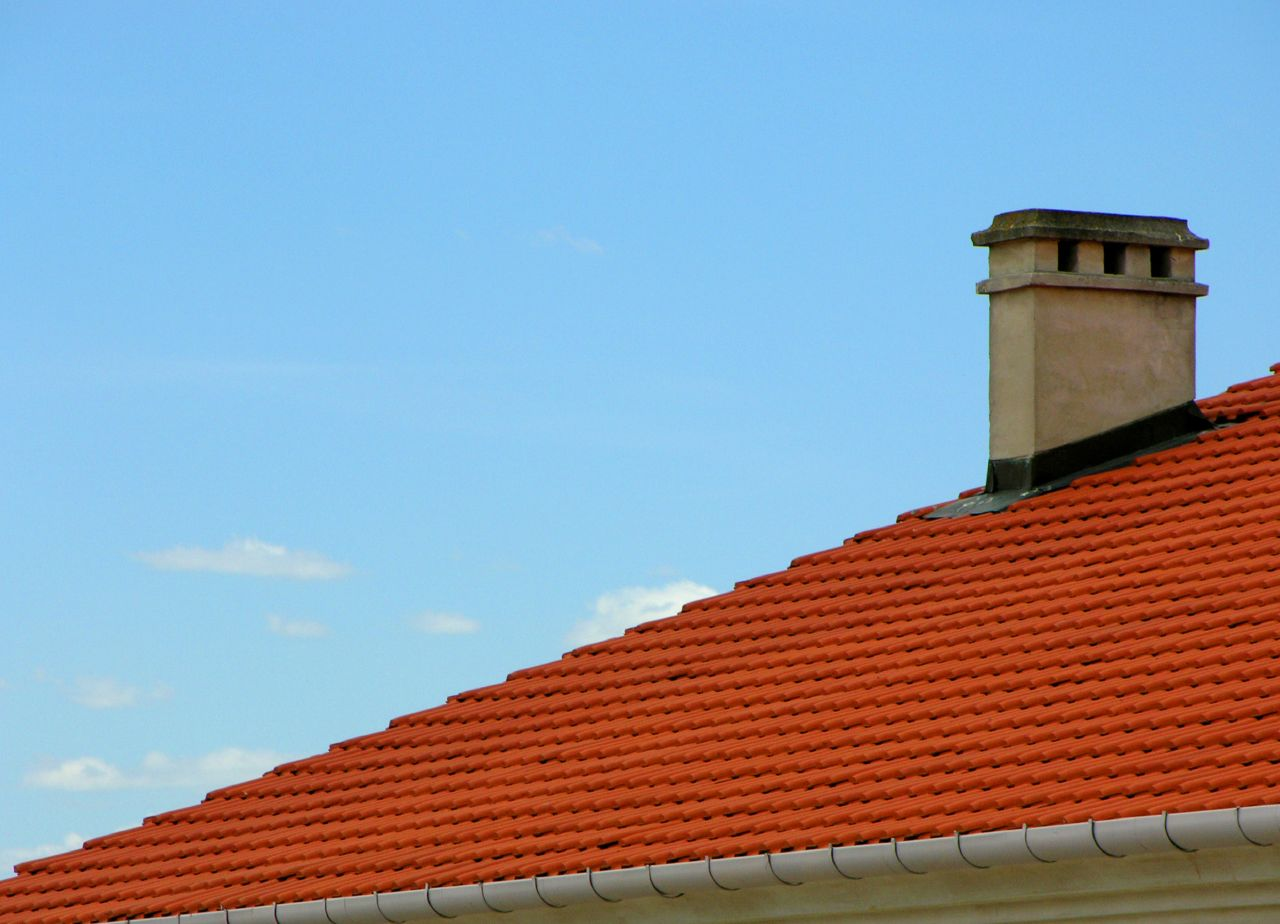
붉은색 기와
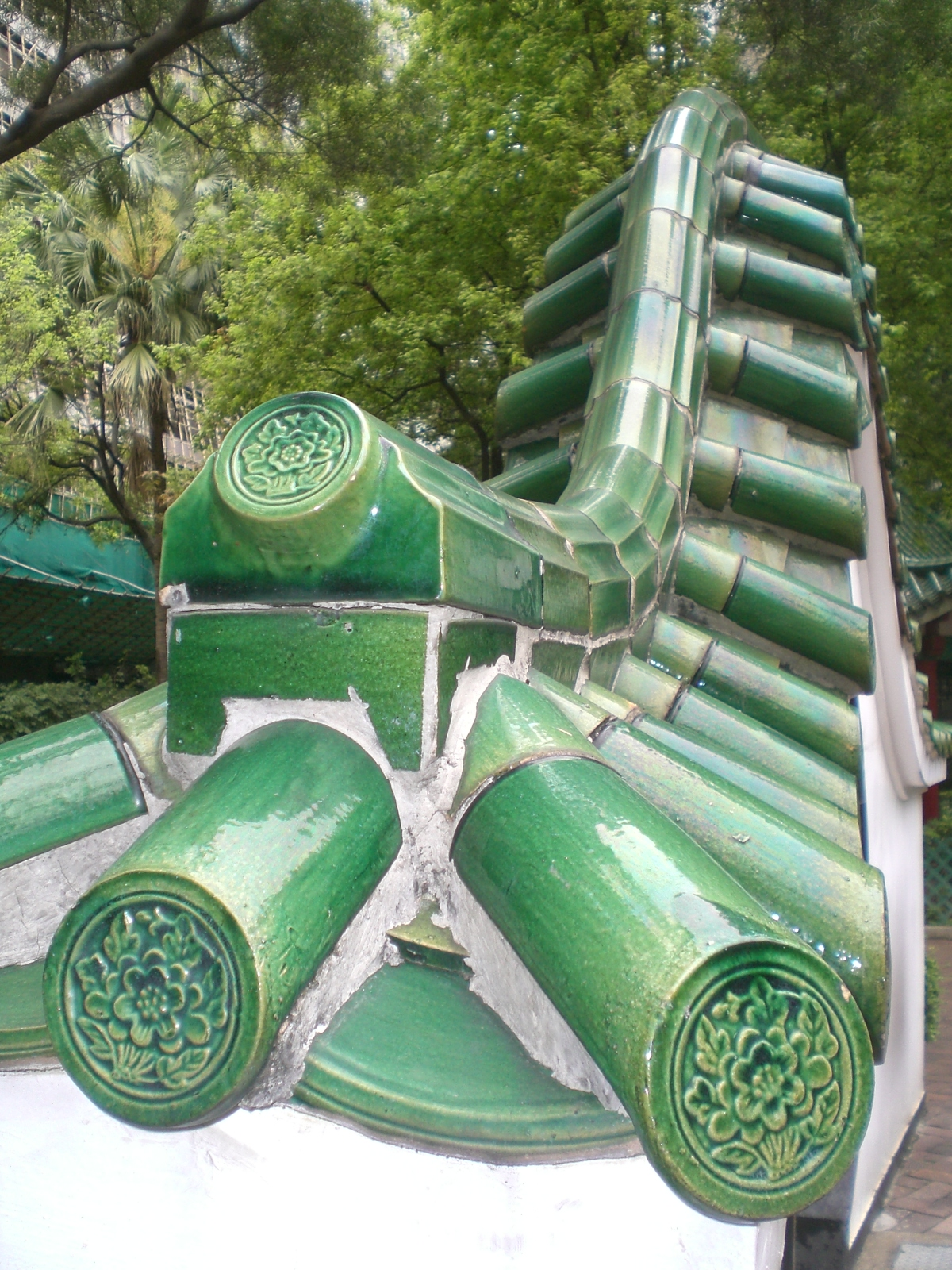
기와. 홍콩 헐리우드 로드 파크.
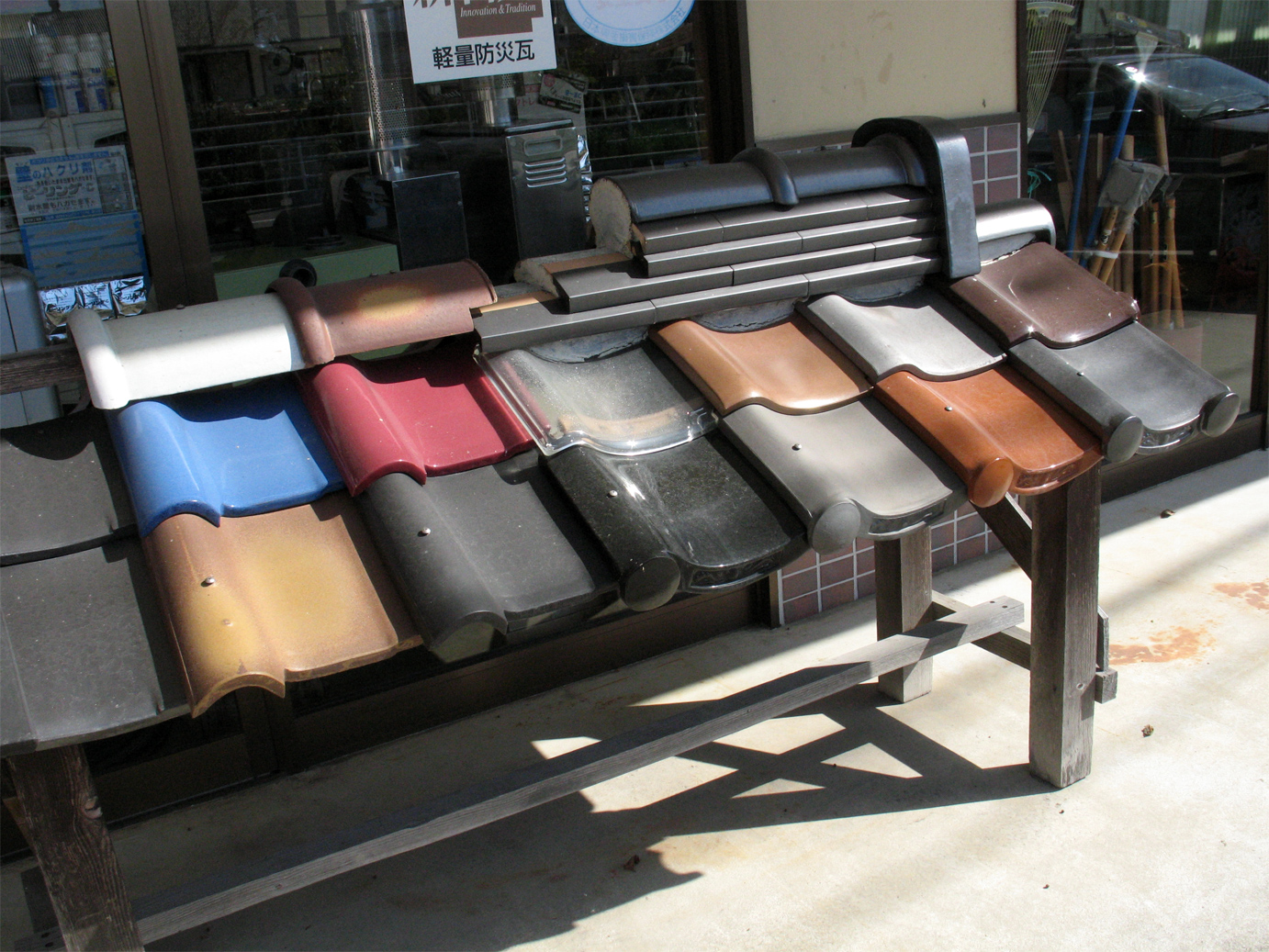
매점에 나온 기와. 일본 지역.
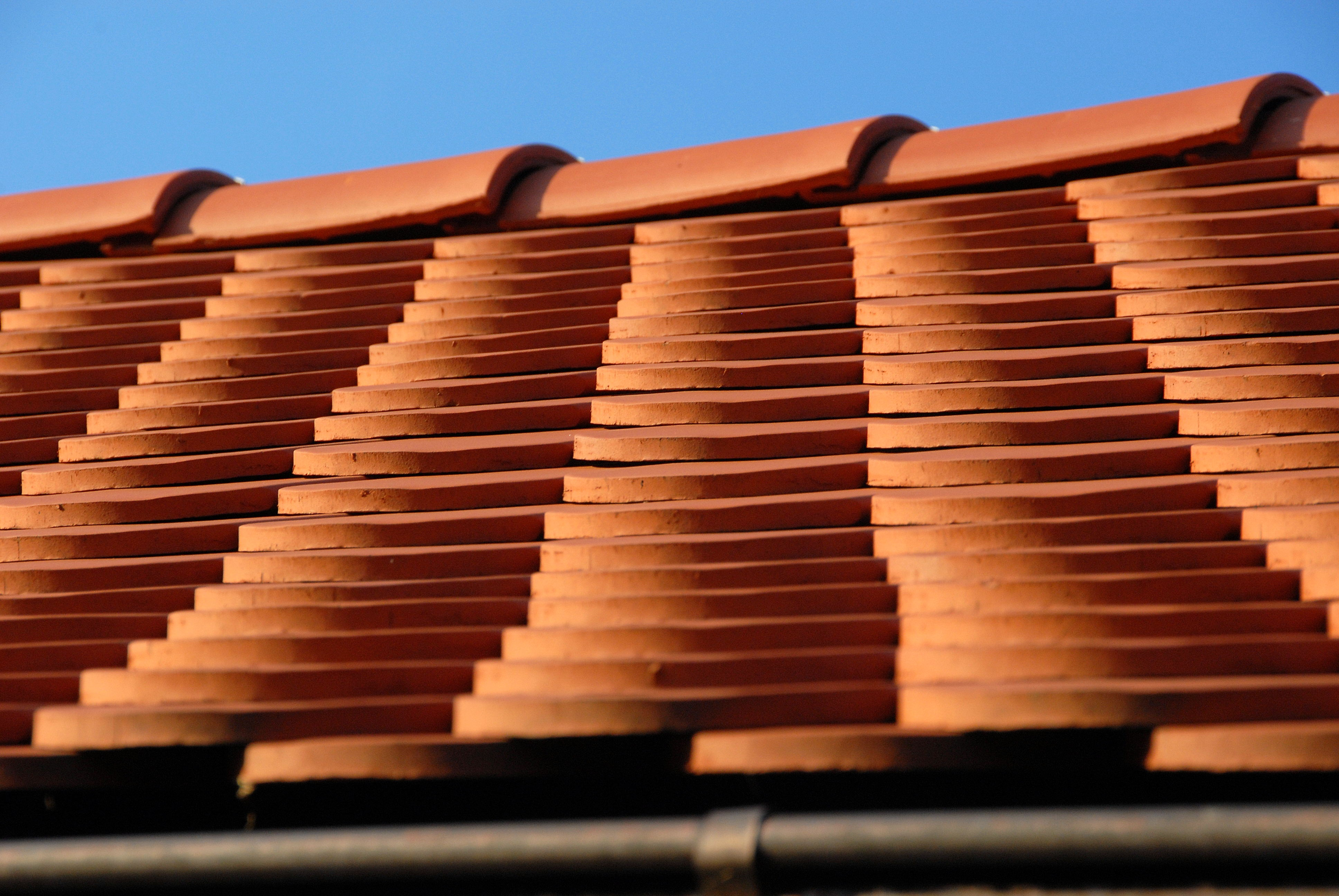
기와. 오스트리아 장트 바이트 지역.
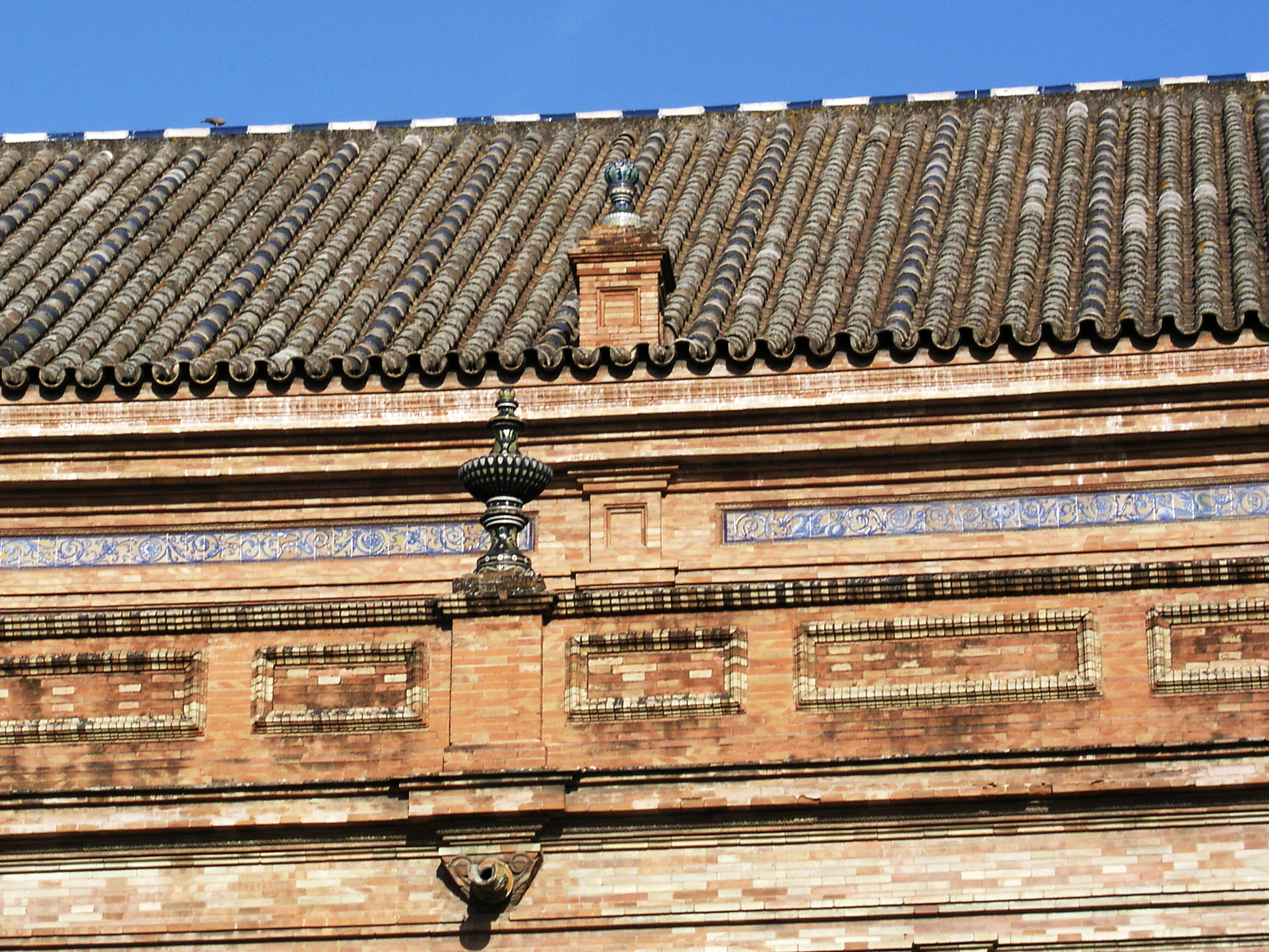
기와. 스페인 세빌리아 지역.
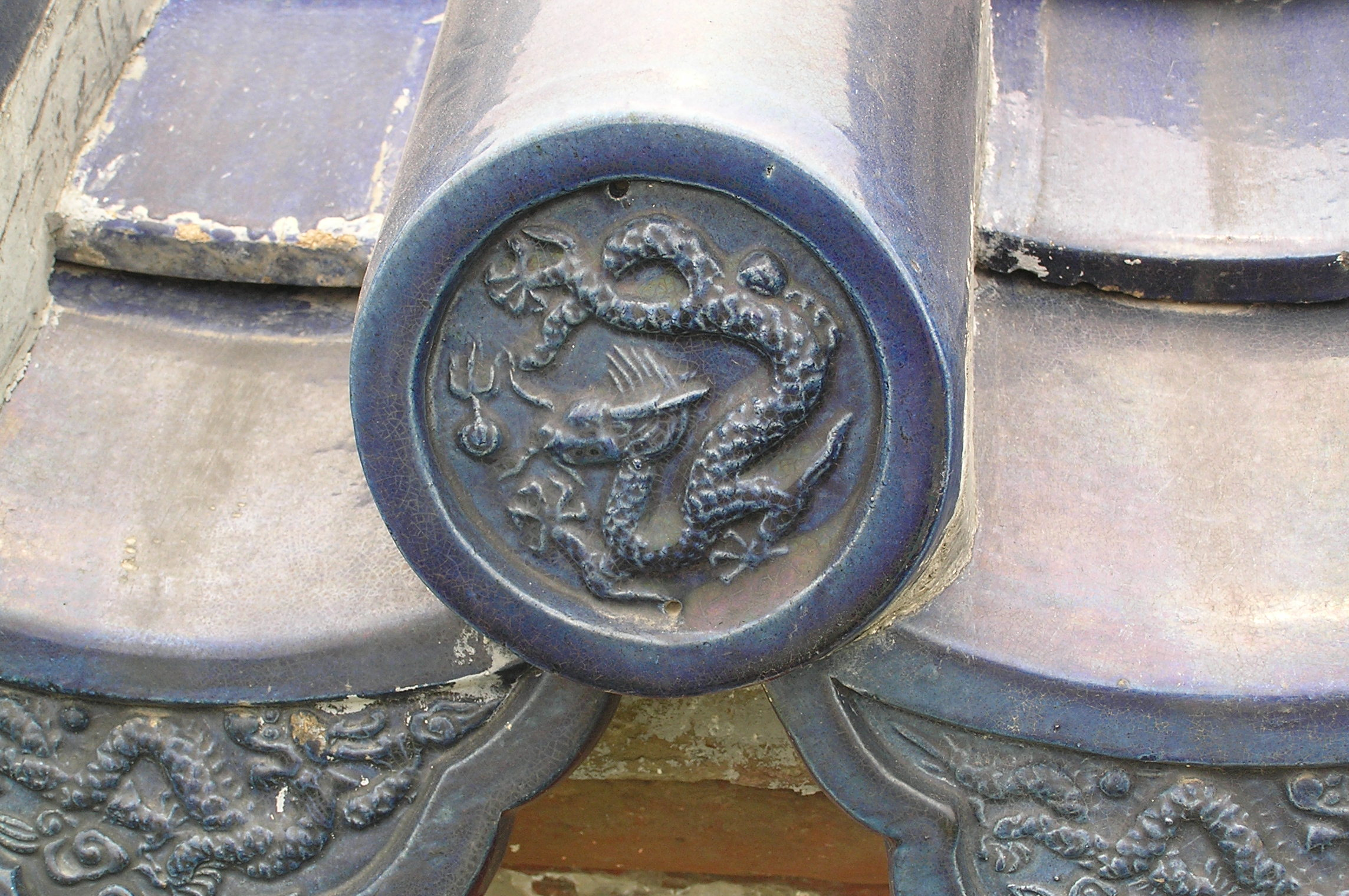
기와. 중국 베이징 지역.
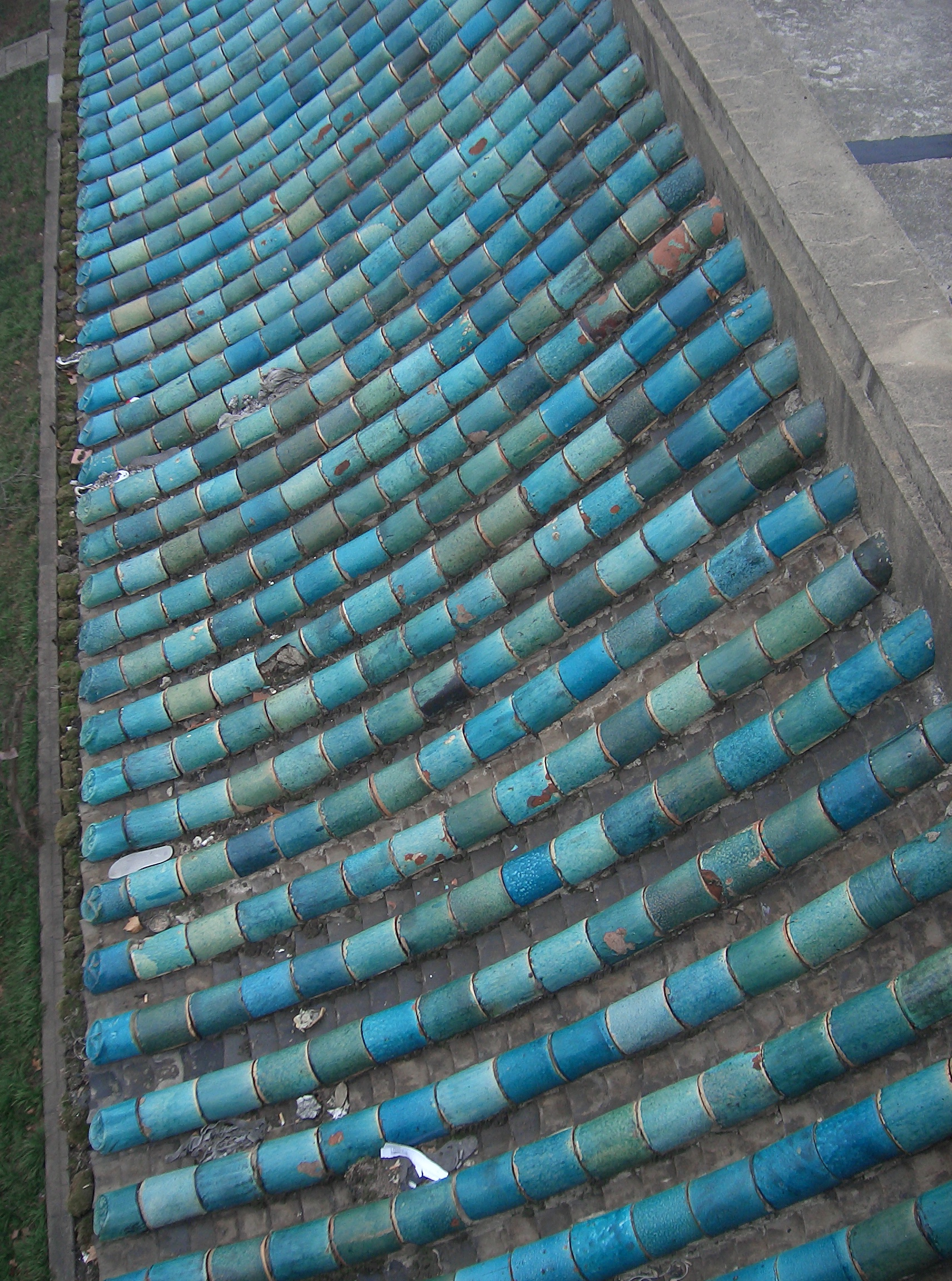
기와. 중국 우한대학.
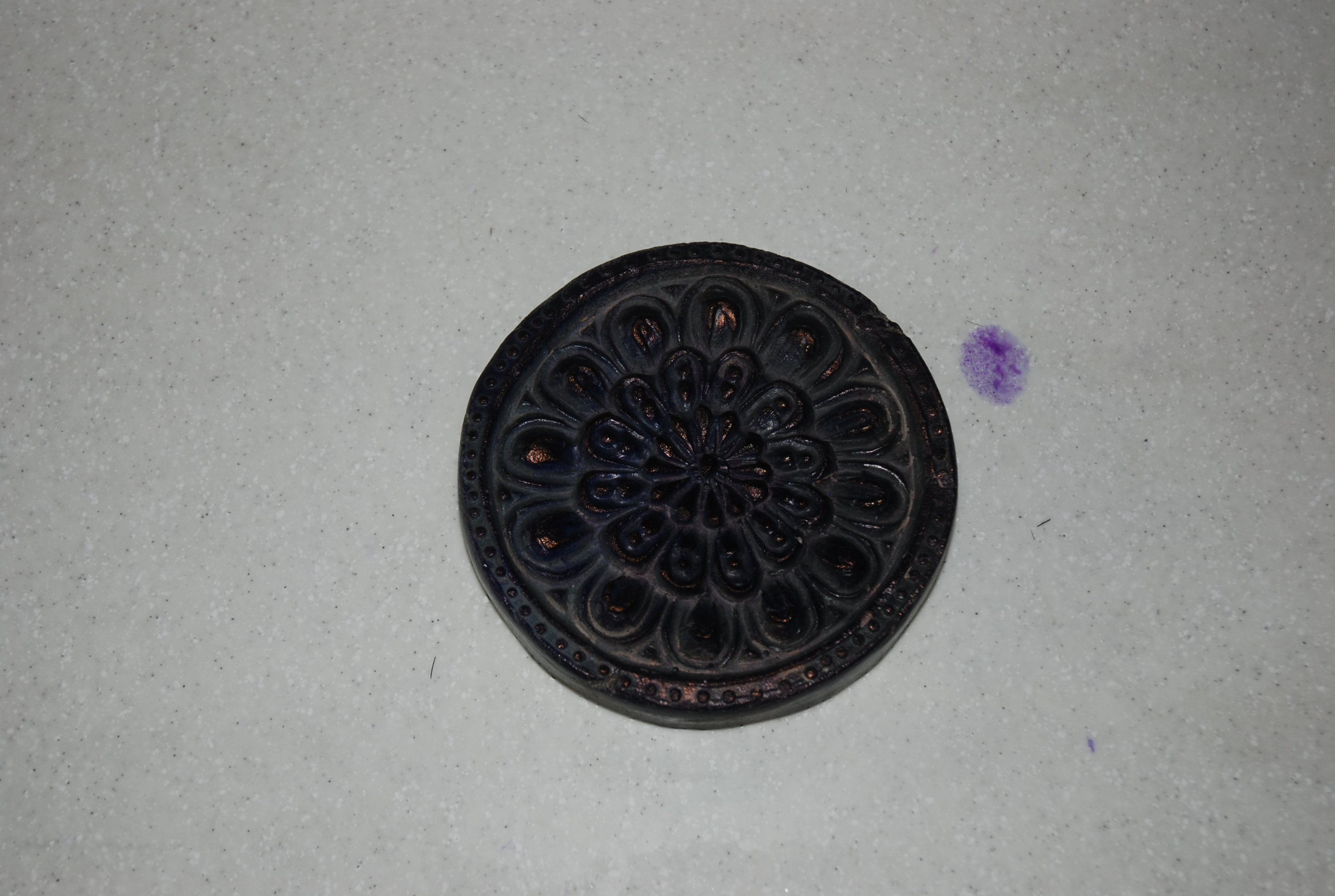
한국의 전통 기와, 국화 무늬
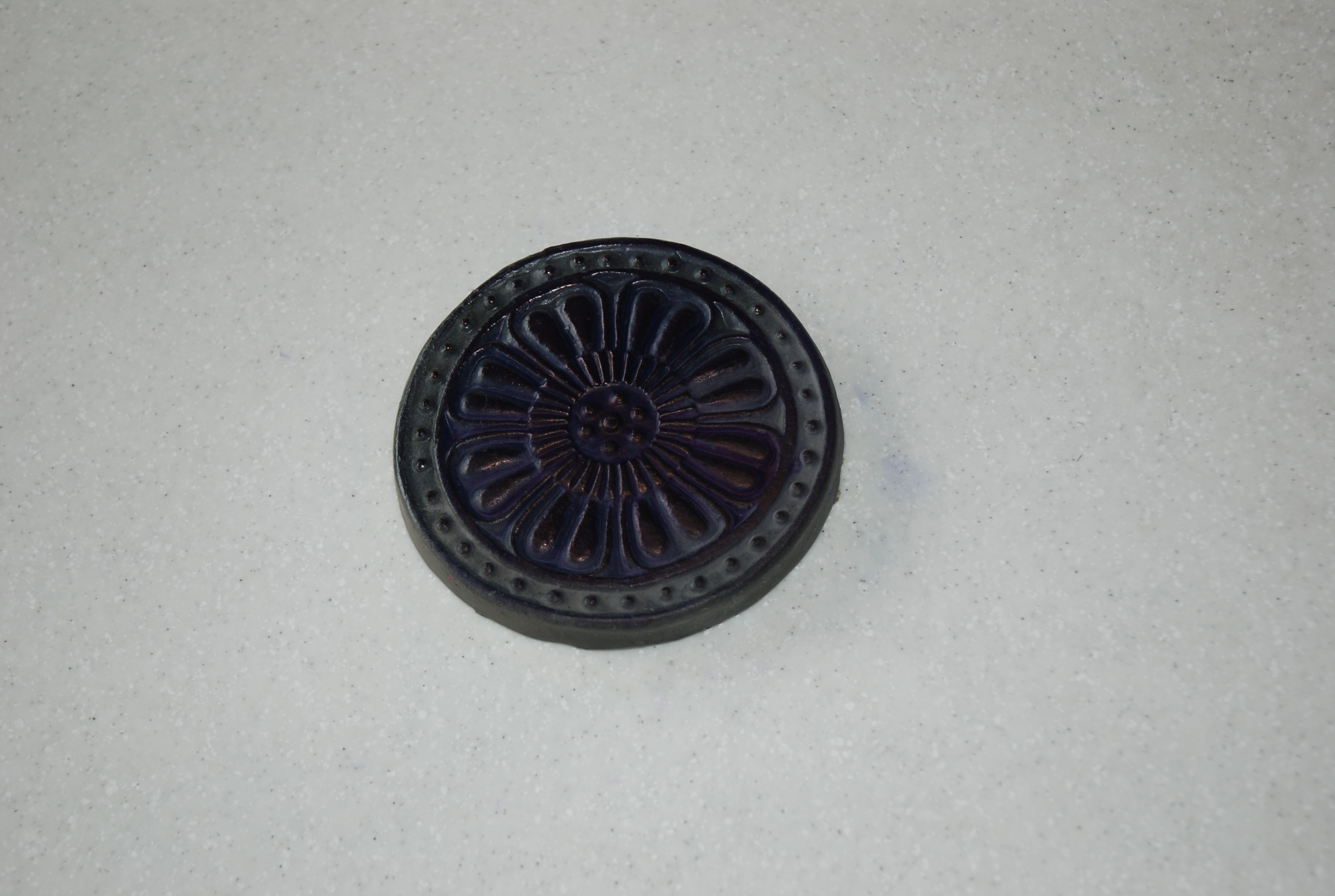
한국의 전통 기와, 연꽃 무늬

## 같이 보기
- 청자 기와
- 기와집

## 참고 문헌
- 이 문서에는 다음커뮤니케이션(현 카카오)에서 GFDL 또는 CC-SA 라이선스로 배포한 글로벌 세계대백과사전의 내용을 기초로 작성된 글이 포함되어 있습니다.